# جافخلانت (سلنگه)
شهرستان جافخلانت (به زبان مغولی: Жавхлант сум، [Žavxlant sum]؛ ᠵᠢᠪᠬᠤᠯᠠᠩᠲᠤ ᠰᠤᠮᠤ، [jibqulaŋtu sumu]) یک شهرستان (سُوم) در مغولستان است که در استان سلنگه واقع شده‌است. جافخلانت ۱٬۱۸۹٫۷۰ کیلومتر مربع مساحت دارد.

## تقسیمات اداری
شهرستان جافخلانت متشکل از ۲ قصبه (باغ) می‌باشد، شامل:
- بومبات (مغولی: Бумбат баг، [Bumbat bag]؛ ᠪᠤᠮᠪᠠᠲᠤ ᠪᠠᠭ، [bumbatu baɣ])
- مونوستوی (مغولی: Моностой баг، [Monostoj bag]؛ ᠮᠣᠨᠤᠰᠤᠲᠠᠢ ᠪᠠᠭ، [monusutai baɣ])